# Marta Robežniece
Marta Robežniece (Riga, 11 agosto 2005) è una slittinista lettone.

## Biografia

### Carriera sportiva
Fece la sua prima esperienza su una slitta all'età di otto anni.

#### Stagioni 2022-2024

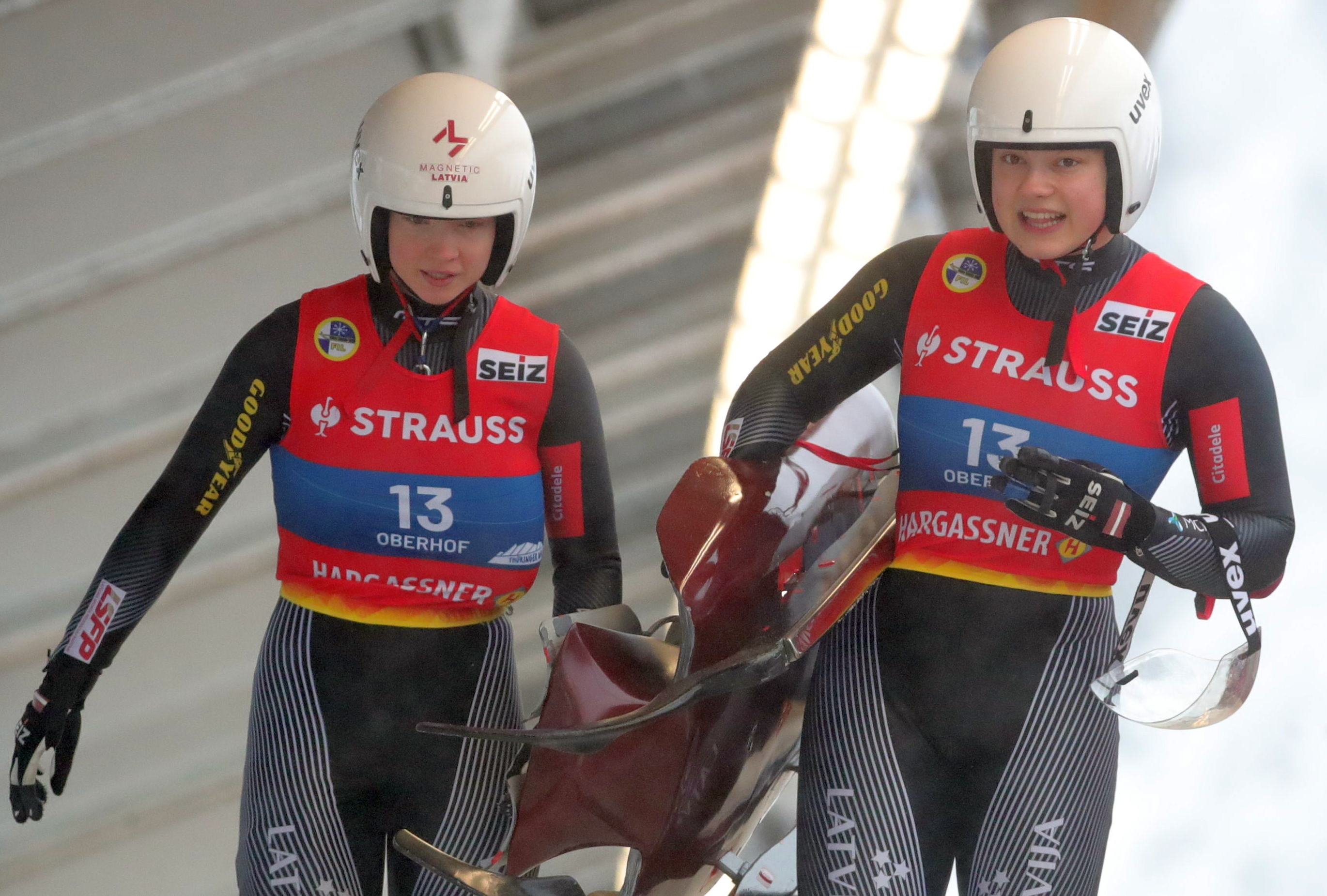
Robežniece (a destra) e Bogdanova durante i mondiali di Oberhof 2023.

Dal 2021 iniziò a gareggiare per la nazionale lettone nella specialità del doppio in coppia con Kitija Bogdanova e, pur essendo nei limiti previsti per poter competere nella categoria giovani, prese il via anche in quella assoluta -che fu la stagione di debutto del doppio femminile in Coppa del Mondo a livello maggiore, disputatasi con le modalità di "gara nella gara" per atlete di qualsiasi età durante il circuito di Coppa juniores- esordendo il 10 dicembre 2021 nella tappa di Innsbruck, ma non terminò la prova a causa di una squalifica; chiuse la graduatoria generale di Coppa in diciannovesima posizione, mentre finì in seconda nella Coppa del Mondo giovani; prese parte inoltre ai campionati europei juniores di Bludenz 2022 in cui giunse decima, conquistò la medaglia d'argento ai mondiali juniores di Winterberg 2022 e colse l'ottava piazza nel primo mondiale assoluto della specialità disputato nella stessa rassegna tedesca.
Nel 2022/23, nella categoria juniores, ottenne la seconda posizione nella classifica della Coppa del Mondo alle spalle delle altre lettoni Viktorija Ziediņa e Selīna Zvilna, fu quarta nella rassegna europea di Altenberg 2023 e terza in quella iridata di Bludenz 2023, mentre nella classe maggiore prese parte ai mondiali di Oberhof 2023 in cui giunse settima nella gara sprint ed ottava nella prova classica, piazzamento che significò anche la settima posizione nella speciale classifica riservata alle atlete under 23. L'annata successiva gareggiò unicamente nel circuito assoluto, disputando i campionati europei di Innsbruck 2024 in cui giunse al terzo posto nel doppio -che le valse altresì la vittoria tra le under 23- ed al quarto nella gara a squadre, ed i mondiali di Altenberg 2024 dove ottenne la medaglia di bronzo nella prova sprint ma il giorno seguente, durante la gara del doppio, si rovesciò con la slitta e si lussò la spalla e dovette terminare anzitempo la stagione, classificandosi così al sedicesimo posto nella graduatoria finale di Coppa con due sole tappe disputate.

#### Stagione 2025
Il 30 novembre 2024 a Lillehammer, nella tappa di esordio stagionale, ottenne il suo primo podio in Coppa arrivando terza nel doppio, mentre la sua prima vittoria fu ad Altenberg il 12 gennaio 2025 nella gara a squadre; al termine della stagione, grazie anche ad un ulteriore terzo posto nella prova a coppie disputatasi sulla pista casalinga di Sigulda, si piazzò in sesta posizione nella classifica generale. Colse il quinto posto agli europei di Winterberg 2025, giungendo seconda tra le atlete under-23, ed ai campionati mondiali di Whistler 2025 fu sesta nel doppio -ma medaglia d'argento tra le under-23-, non riuscì a completare la prova nella gara a squadre ed arrivò sesta nella neonata specialità della staffetta mista doppio, insieme alla Bogdanova ed ai connazionali Mārtiņš Bots e Roberts Plūme; chiuse altresì in ottava posizione nella graduatoria di Coppa del Mondo juniores prendendo parte alle ultime due tappe del circuito, entrambe sul tracciato di Sigulda, la prima delle quali valida anche per l'assegnazione del titolo europeo di categoria in cui terminò quarta.

## Palmarès

### Mondiali
- 1 medaglia:
  - 1 bronzo (doppio sprint ad Altenberg 2024).

### Europei
- 1 medaglia:
  - 1 bronzo (doppio ad Innsbruck 2024).

### Mondiali under 23
- 1 medaglia:
  - 1 argento (doppio a Whistler 2025).

### Europei under 23
- 2 medaglie:
  - 1 oro (doppio ad Innsbruck 2024);
  - 1 argento (doppio a Winterberg 2025).

### Mondiali juniores
- 2 medaglie:
  - 1 argento (doppio a Winterberg 2022);
  - 1 bronzo (doppio a Bludenz 2023).

### Coppa del Mondo
- Miglior piazzamento in classifica generale di Coppa del Mondo nel doppio: 6ª nel 2024/25.
- 4 podi (2 nel doppio, 1 nelle staffette miste doppio, 1 nelle gare a squadre):
  - 1 vittoria (nelle gare a squadre);
  - 1 secondo posto (nelle staffette miste doppio);
  - 2 terzi posti (tutti nel doppio).

#### Coppa del Mondo - vittorie
| Data            | Luogo     | Paese    | Disciplina                                                                                             |
| --------------- | --------- | -------- | --- |
| 12 gennaio 2025 | Altenberg | Germania | Gara a squadre con Kendija Aparjode, Mārtiņš Bots, Roberts Plūme, Kristers Aparjods e Kitija Bogdanova |

### Coppa del Mondo juniores
- Miglior piazzamento in classifica di Coppa del Mondo juniores nel doppio: 2ª nel 2022/23.

### Coppa del Mondo giovani
- Miglior piazzamento in classifica di Coppa del Mondo giovani nel doppio: 2ª nel 2021/22.